# آگیوس استفانوس
آگیوس استفانوس (به یونانی: Άγιος Στέφανος) آگیوس استفانوس روستایی توریستی در غرب جزیره کورفو در غرب یونان قرار دارد. روستای آگیوس استفانوس در ابتدا یک روستا با پیشهٔ ماهیگیری بود؛ ولی امروزه به یک دهکده توریستی تبدیل شده‌است ولی باز با این حال ماهیگیری مهم‌ترین بخش درآمدی روستا را شامل می‌شود.

## جاذبه‌های توریستی
- کلیسای پاره‌کیلسی
- پلاژ برهنگی آگیوس استفانوس
- قایق‌سواری تفریحی